# Larry Harrison (homme politique)
Pour les articles homonymes, voir Larry Harrison.
Larry Harrison est un homme politique (néo-écossais) canadien. 
Membre du Parti progressiste-conservateur, il est élu député de la circonscription de Colchester-Musquodoboit-Valley à l'Assemblée législative de la Nouvelle-Écosse lors de l'élection néo-écossaise du 8 octobre 2013 et il est réélu en 2017.